# Blue Velvet (Lied)
Blue Velvet (englisch für „Blauer Samt“) ist ein Lied von Tony Bennett und Percy Faith mit seinem Orchester. Die Pop-Ballade wurde 1963 in der Version von Bobby Vinton zum Nummer-eins-Hit.

## Veröffentlichung und Erfolg
Das Stück wurde von Lee Morris und Bernie Wayne geschrieben und erstmals 1950 von Ray Mason live präsentiert. 1951 wurde es zusammen mit Solitaire als Doppel-A-Seite von Tony Bennett und Percy Faith aufgenommen und von Columbia Records veröffentlicht. Diese Version erreichte die US-amerikanischen Singlecharts nicht, konnte sich aber in einigen kleineren Hitparaden platzieren. 1955 erreichte die Aufnahme der Clovers, die bei Atlantic Records erschien, Platz 14 der R&B-Charts. 1960 folgten The Statues mit Platz 84 in den US-amerikanischen Billboard Hot 100. Erst Bobby Vinton konnte mit seiner Version im September 1963 Platz eins in den USA erreichen, wo sich der Titel drei Wochen lang hielt. Er belegte auch für eine Woche Platz zwei der Hitparade in Großbritannien.

## Version von Lana Del Rey

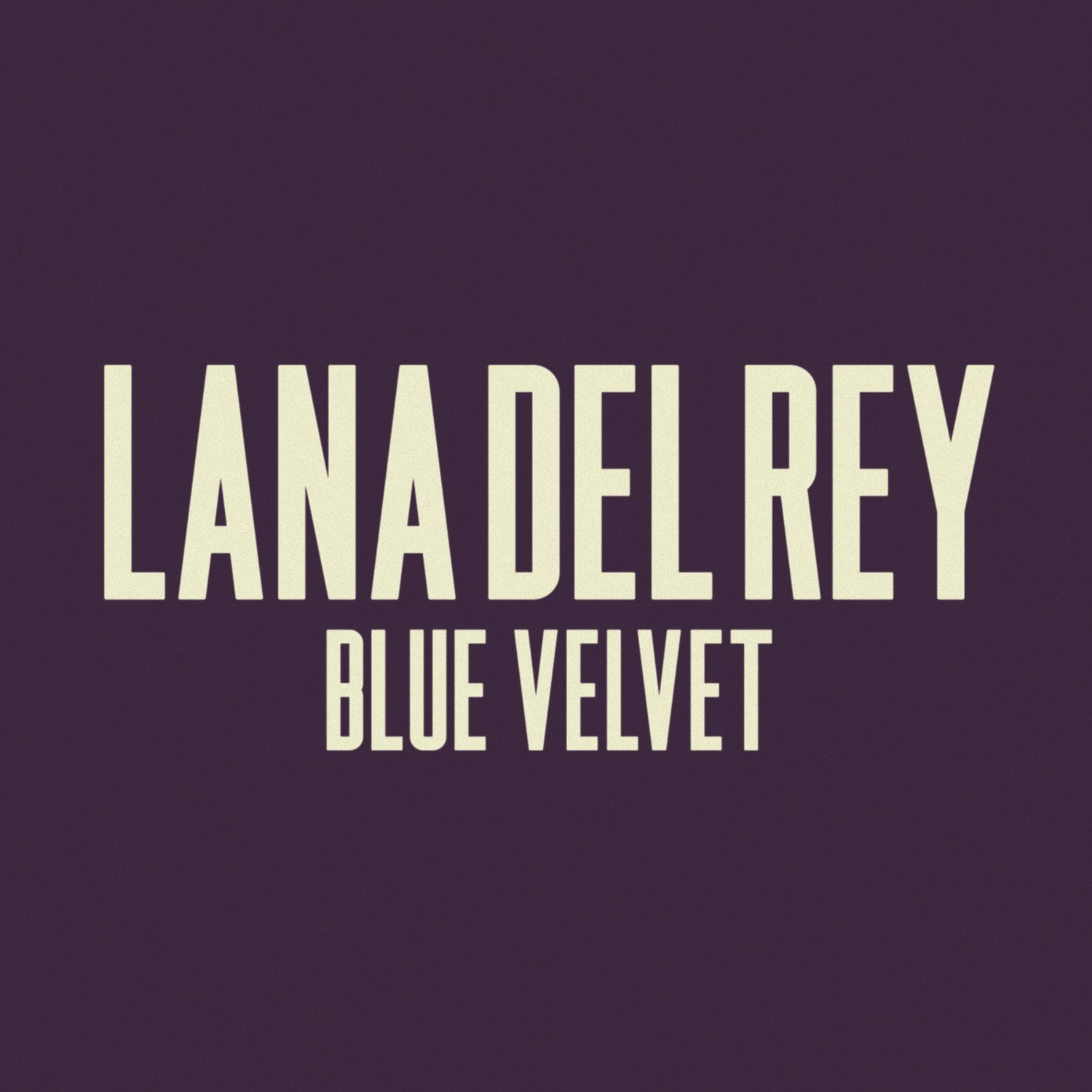
Cover von Blue Velvet

2012 coverte Lana Del Rey das Lied. Das Stück war die erste Singleauskopplung aus ihrer achten EP Paradise. Die Erstveröffentlichung der Single fand am 20. September 2012 als digitale Veröffentlichung in Europa statt. Die Veröffentlichung in den Vereinigten Staaten folgte am 25. September 2012. Im November 2012 veröffentlichte Penguin Prison eine Remixversion des Liedes, die zum kostenlosen Download bei SoundCloud angeboten wurde. Am 13. Juli 2013 wurde eine 12" Vinylplatte mit vier Remixes des Liedes in Frankreich veröffentlicht. Das Musikvideo zu Blue Velvet hatte am 19. September 2012 auf YouTube Premiere. Die Regie führte Johan Renck.
Mitwirkende
- Ben Baptie: Abmischung
- Spencer Burgess Jr.: Arrangement
- John Davis: Mastering
- Lana Del Rey: Gesang
- Tom Elmhirst: Abmischung
- Larry Gold: Dirigent
- Larry Gold Orchestra: Streichinstrumente
- Emile Haynie: Musikproduzent
- Lee Morris: Komponist, Liedtexter
- Johan Renck: Regisseur (Musikvideo)
- Bernie Wayne: Komponist, Liedtexter
- Electric Lady Studios: Abmischung
- Interscope Records: Musiklabel
- Metropolis Mastering: Mastering

Rezeption
Das Musikmagazin Rolling Stone nannte Del Reys Version „traurig“. Carl Williot von Idolator.com beschrieb das Cover als „wunderschöne, verträumte und trostlose Version“.
Del Reys Version erreichte in Deutschland Platz 49 der Singlecharts und konnte sich zwei Wochen in der Hitparade halten. In Österreich erreichte die Single Platz 40, in der Schweiz Platz 42 und im Vereinigten Königreich Platz 60 der Charts.

## Weitere Coverversionen
- 1955: The Clovers (US R&B-Charts: #14)
- 1960: The Statues
- 1963: Brenda Lee
- 1963: Trini Lopez
- 1963: Johnny Tillotson
- 1963: Billy Vaughn
- 1963: Bobby Vinton
- 1964: Earl Grant
- 1974: Bobby Dixon
- 1986: Isabella Rossellini
- 1987: Leon Ware
- 1991: Houston Person
- 1993: Rick Derringer
- 2003: Jo Vally (Diep in jouw ogen) (Niederländische Version)
- 2006: Barry Manilow
- 2006: Pere Ubu
- 2008: Jason Donovan
- 2011: Tony Bennett & k.d. Lang
- 2012: Tony Bennett with Maria Gadú

## Verwendung vonBlue Velvetin Filmen
1986 drehte David Lynch einen Film mit dem Titel Blue Velvet. Die Inspiration zu diesem Film kam ihm durch den Text des Liedes. Der Song war in der Version von Bobby Vinton Teil des Soundtracks des Films und wurde auch in folgenden Filmen verwendet:
- 1964: Scorpio Rising (Version von Bobby Vinton)
- 1971: Die letzte Vorstellung (Version von Tony Bennett)
- 1980: Wie ein wilder Stier (Version von Tony Bennett)